# Masateru Yugami
Masateru Yugami (né le 14 avril 1993) est un athlète japonais, spécialiste du lancer du disque.

## Carrière
En juin 2018, il remporte à Yamaguchi le championnat national en établissant un nouveau record national en 62,16 m.
Il termine 4e lors des Championnats d'Asie 2019 à Doha.